# Un poker di pistole
Un poker di pistole è un film del 1967, diretto da Giuseppe Vari.

## Trama
Per onorare un grosso debito di gioco contratto da George, Lucas accetta di condurre a Chamaco un carro con il prezioso carico. Sulla strada viene assalito dalla banda di Master fanno capo tutte le attività illecite del paese. A toglierlo d'impiccio accorre il messicano Lazar.